# بيسوشيو
بيسوشيو هي كومونا ومدينة تقع في مقاطعة فريزة ، في منطقة لومبارديا الواقعة شمال إيطاليا .